# Angles (musikalbum av The Strokes)
Angles är den amerikanska indierockgruppen The Strokes fjärde album, utgivet 2011.

## Låtlista
1. "Machu Picchu" - 3:32
2. "Under Cover of Darkness" - 3:57
3. "Two Kinds of Happiness" - 3:43
4. "You're so Right" - 2:33
5. "Taken for a Fool" - 3:24
6. "Games" - 3:53
7. "Call Me Back" - 3:03
8. "Gratisfaction" - 2:59
9. "Metabolism" - 3:04
10. "Life Is Simple in the Moonlight" - 4:15